# Jasem Yacob
Jasem Yaqoub Sultan Al-Besara (Kuwait (cidade), 25 de outubro de 1953) é um ex-futebolista profissional kuwaitiano, que atuava como atacante.

## Carreira
Jasem Yacob fez parte do elenco da histórica Seleção Kuwaitiana de Futebol da Copa do Mundo de 1982. 